# Trifluoracetylchlorid
Trifluoracetylchlorid ist eine chemische Verbindung aus der Gruppe der Carbonsäurehalogenide, genauer ein Chlorderivat der Trifluoressigsäure.

## Vorkommen
Trifluoracetylchlorid kommt neben Trifluoressigsäure als Metabolit von Anästhetika wie Halothan vor.

## Gewinnung und Darstellung
Trifluoracetylchlorid kann aus Trifluoressigsäureanhydrid und Lithiumchlorid oder Trifluoressigsäure und Phosphorpentachlorid hergestellt werden.

## Eigenschaften
Trifluoracetylchlorid ist ein farbloses Gas mit stechendem Geruch. Seine wässrige Lösung reagiert stark sauer. Es wird leicht hydrolysiert, raucht an der Luft und ist gut löslich in organischen Lösemitteln. Trifluoracetylchlorid besitzt eine kritische Temperatur von 109 °C, einen kritischen Druck von 36 bar und eine kritische Dichte von 0,56 g/cm3. Das Chloratom in Trifluoracetylchlorid kann leicht durch andere Halogene wie Fluor (Trifluoracetylfluorid), Brom (Trifluoracetylbromid), Iod (Trifluoracetyliodid) und Pseudohalogene wie Cyanid, Isocyanat, Isothiocyanat und weitere ersetzt werden.

## Verwendung
Trifluoracetylchlorid ist ein typisches Zwischenprodukt in der organischen Synthese von Pestiziden (Cyhalothrin, Fluxofenim) und Pharmazeutika. Durch den elektronenziehenden Effekt der CF3-Gruppe wird die Reaktivität der Carbonylgruppe gegenüber nucleophilen Reagenzien im Vergleich zum nichtfluorierten Analogon Acetylchlorid gesteigert und die Basizität des Carbonylsauerstoffs gesenkt. Es wird auch als Polymerisationsinitiator für Tetrafluorethylen verwendet.